# Maciej Krassowski z Łysowiec
Maciej Krassowski z Łysowiec herbu Ślepowron – podkomorzy mielnicki w latach 1678–1688, stolnik podlaski w latach 1666–1678.
Był elektorem Michała Korybuta Wiśniowieckiego z ziemi drohickiej w 1669 roku. W 1674 roku był elektorem Jana III Sobieskiego z województwa podlaskiego.